# BBC Radio 2 Folk Awards
Der BBC Radio 2 Folk Awards ist ein Musikpreis, der seit dem Jahr 2000 jährlich an Folkmusiker vergeben wird. Verliehen wird der Preis vom britischen Radiosender BBC Radio 2.
Die Preisträger werden von 120 Experten gewählt.

## Geschichte
Die Idee zu den Awards kam 1999 dem Independent-Label Smooth Operations, das heute zu 7digital gehört. Die Idee zur Preisverleihung war inspiriert von den US-amerikanischen Country Music Association Awards, jedoch mit einer Ausrichtung auf Folk  und Singer-Songwriter. Singer-Songwriterin Kellie While von Smooth Operations übermittelte die Idee an die British Broadcasting Corporation (BBC), die Idee stammte laut Guardian von John Leonard, dem Gründer von Smooth Operations.
BBC unterstützte die Idee und wählte BBC Radio 2 als Veranstalter und Preisgeber aus. Die Veranstaltung findet im Rahmen einer Liveübertragung auf BBC Radio 2 vor Publikum statt. Es finden Liveauftritte statt. Die erste Veranstaltung wurde 2000 durchgeführt. Der Veranstaltungsort wechselt jährlich. Von 2000 bis 2012 moderierte Mike Harding die Veranstaltung. Seit 2013 übernehmen Mark Radcliffe und die irische Sängerin Julie Fowlis die Moderation der Verleihung. Seit 2004 wird die Verleihung über BBC Four auch im Fernsehen übertragen sowie als Video auch über die Website von BBC Radio 2, den BBC iPlayer sowie das Digitalfernsehprogramm BBC Red Button.
Seit 2002 wird der unabhängige BBC Radio 2 Young Folk Award im Rahmen der Veranstaltung vergeben. Der Preis für jugendliche  Folkmusiker im Alter von 15 bis 20 existiert seit 1998.
2020 wurde die Verleihung wegen der COVID-19-Pandemie im Vereinigten Königreich abgesagt.

## Vergabepraxis
Für den Vergabeprozess sind BBC und Smooth Operations zu gleichen Teilen verantwortlich. Die vergabe und das Votingverfahren wird überwacht durch das Folk Awards Committee, das aus zwei Mitarbeitern der BBC und zwei Mitarbeitern von 7digital Creative sowie einem externen Experten besteht.
Der Qualifizierungszeitraum beträgt das vergangene Jahr. Die Hauptkategorien Folk Singer of the Year, Best Duo, Best Group, Horizon Award (Award für Newcomer) und Musician of the Year werden von einem sogenannten Voting Panel festgelegt, das aus 150 Personen besteht, die eine professionelle oder semiprofessionelle Verbindung zur Folk-Szene haben, also beispielsweise Musiker, Journalisten oder Organisatoren. Die Nominierungen für das Best Album erfolgen über das Voting Panel, der Sieger wird über ein Publikums-Wahlverfahren ermittelt (Onlinepoll).
Die Kategorien Best Original Track und Best Traditional Track unterscheiden sich davon. Hier gibt das Votingpanel eine Shortlist vor, aus der das Track Panel vier Kandidaten auswählt. Anschließend findet eine Telefonkonferenz statt, in der der Sieger bestimmt wird. Das Track Panel besteht aus fünf Personen, die durch das Folk Awards Committee festgelegt werden.
Die Spezialkategorien Good Tradition Award, Roots Award und der Lifetime Achievement Award werden nicht zwingend jedes Jahr vergeben und werden ebenfalls von dem Voting Panel bestimmt.
Der BBC Radio 2 Young Folk Award.ist von den BBC Radio 2 Folk Awards unabhängig und wird über ein eigenes Verfahren bestimmt.
Das Votinverfahren wurde lange geheim gehalten, was sowohl zur Verstimmung führte, als auch zu Anschuldigungen nicht ausreichend transparent zu sein. Bis heute werden bis auf das Committee und das Track Panel die Namen der Mitglieder nicht veröffentlicht, laut der BBC um Lobbyismus und Bestechung vorzubeugen.

## Hall of Fame
2014 wurde eine Hall of Fame eingeführt, die verstorbene Künstler ehren soll, die prägend für die Folkmusik waren. Zur Aufnahme kam ab 2005 auch eine musikalische Ehrung hinzu. Im Folgenden eine Auflistung der Künstler. In Klammern die Musiker der Tribut-Performance.
- 2014: Cecil James Sharp[9]
- 2015: Ewan MacColl (Guy Garvey)[10]
- 2016: Sandy Denny (Rufus Wainwright und Mitglieder der Fairport Convention)[11]
- 2017: Woody Guthrie (Billy Bragg)[12]
- 2018: Nick Drake (Olivia Chaney)[13]
- 2019: Leonard Cohen (Thea Gilmore)[14]

## Kategorien

### Aktuelle Kategorien
- Folk Singer of the Year (Folksänger des Jahres)
- Best Duo (Bestes Duo)
- Best Group (Beste Gruppe/Band)
- Best Album (Bestes Album)
- Horizon Award (Newcomer-Preis)
- Musician of the Year (Musiker des Jahres)
- Best Original Track (Bester eigener Song)
- Best Traditional Track (Bester traditioneller Song)

### Spezialkategorien
- Good Tradition Award
- Roots Award
- Lifetime Achievement Award (Preis für das Lebenswerk)
- BBC Radio 2 Young Folk Award.
- Hall of Fame

### Ehemalige Kategorien
- Instrumentalist of the Year (Instrumentalist des Jahres, jetzt Musician of the Year)
- Radio 2 Special Award
- Radio 2 Special Roots Award
- Andy Kershaw Roots Award
- Folk Club Award
- Best Live Act

## Preisträger

### 2000
- Folk Singer of the Year: Kate Rusby
- Best Album: Sleepless by Kate Rusby
- Best Original Song: A Place Called England, Maggie Holland
- Best Traditional Track: Raggle Taggle Gypsy, Waterson:Carthy
- Best Group: Waterson:Carthy
- Horizon Award: Nancy Kerr and James Fagan
- Instrumentalist of the Year: Martin Hayes
- Radio 2 Special Award: Joan Baez
- Radio 2 Special Roots Award: Youssou N’Dour
- Andy Kershaw Roots Award: Joe Boyd and Lucy Duran
- Good Tradition Award: Topic Records
- Folk Club Award: Westhoughton
- Best Live Act: La Bottine Souriante

### 2001
- Folk Singer of the Year: Norma Waterson
- Best Album: Unity, John Tams
- Best Original Song: Harry Stone (Hearts of Coal), John Tams
- Best Group: Danú
- Horizon Award: Bill Jones
- Instrumentalist of the Year: Michael McGoldrick
- Lifetime Achievement Award: Bert Jansch
- Radio 2 Special Roots Award: Taj Mahal
- Good Tradition Award: Bob Copper
- Folk Club Award: The Davy Lamp
- Best Live Act: Vin Garbutt

### 2002
- Folk Singer of the Year: Martin Carthy
- Best Album: The Bramble Briar, Martin Simpson
- Best Original Song: Lullabye, Kate Rusby
- Best Traditional Track: Black is the Colour, Cara Dillon
- Best Group: Cherish the Ladies
- Horizon Award: Cara Dillon
- Instrumentalist of the Year: Martin Simpson
- Lifetime Achievement Award: The Chieftains
- Lifetime Achievement Award (Songwriting): Ralph McTell
- Lifetime Achievement Award: Fairport Convention
- Folk Club Award: Nettlebed
- Best Live Act: Rory McLeod

### 2003
- Folk Singer of the Year: Eliza Carthy
- Best Duo: Nancy Kerr and James Fagan
- Best Group: Altan
- Best Album: Anglicana, Eliza Carthy
- Best Original Song: No Telling, Linda Thompson
- Best Traditional Track: Worcester City, Eliza Carthy
- Horizon Award: John Spiers and Jon Boden
- Instrumentalist of the Year: John McCusker
- Lifetime Achievement Award: Christy Moore
- Lifetime Achievement Award (Songwriting): John Prine
- Best Live Act: Roy Bailey and Tony Benn
- Good Tradition Award: Oysterband
- Folk Club Award: Edinburgh

### 2004
- Folk Singer of the Year: June Tabor
- Best Duo: John Spiers and Jon Boden
- Best Group: Danú
- Best Album: Sweet England, Jim Moray
- Best Original Song: Co. Down, Tommy Sands
- Best Traditional Track: Hughie Graeme, June Tabor
- Horizon Award: Jim Moray
- Musician of the Year: Martin Simpson
- Lifetime Achievement Award: Dave Swarbrick
- Lifetime Achievement Award (Songwriting): Steve Earle
- Best Live Act: Show of Hands
- Good Tradition Award: Celtic Connections
- Folk Club Award: Rockingham Arms, Wentworth

### 2005
- Folk Singer of the Year: Martin Carthy
- Best Duo: Aly Bain and Phil Cunningham
- Best Group: Oysterband
- Best Album: Faultlines, Karine Polwart
- Best Original Song: The Sun's Comin' Over The Hill, Karine Polwart
- Best Traditional Track: Famous Flower Of Serving Men, Martin Carthy
- Horizon Award: Karine Polwart
- Musician of the Year: Kathryn Tickell
- Lifetime Achievement Award: Ramblin’ Jack Elliott
- Lifetime Achievement Award (Songwriting): Tom Paxton
- Best Live Act: Bellowhead
- Best Dance Band: Whapweasel
- Good Tradition Award: Steeleye Span
- Folk Club Award: Hitchin Folk Club

### 2006
- Folk Singer of the Year: John Tams
- Best Duo: John Spiers and Jon Boden
- Best Group: Flook
- Best Album: The Reckoning, John Tams
- Best Original Song: One In A Million, Chris Wood and Hugh Lupton
- Best Traditional Track: Bitter Withy, John Tams
- Horizon Award: Julie Fowlis
- Musician of the Year: Michael McGoldrick
- Lifetime Achievement Award: Paul Brady
- Lifetime Achievement Award: Richard Thompson
- Best Live Act: Kate Rusby
- Good Tradition Award: Ashley Hutchings
- Folk Club Award: Red Lion, Birmingham
- Most Influential Folk Album Of All Time: Liege and Lief, Fairport Convention (Publikumswahl)

### 2007
- Folk Singer of the Year: Seth Lakeman
- Best Duo: Martin Carthy and Dave Swarbrick
- Best Group Bellowhead
- Best Album: Freedom Fields, Seth Lakeman
- Best Original Song: Daisy, Karine Polwart
- Best Traditional Song: Barleycorn, Tim van Eyken
- Musician of the Year: Chris Thile
- Horizon Award: Kris Drever
- Best Live Act: Bellowhead
- Lifetime Achievement Award: Pentangle
- Lifetime Achievement Award: Danny Thompson
- Good Tradition Award: Nic Jones
- Folk Club Award: The Ram, Claygate
- Favourite Folk Track: Who Knows Where The Time Goes, Sandy Denny, Fairport Convention

### 2008
- Folk Singer of the Year:Julie Fowlis
- Best Duo: John Tams and Barry Coope
- Best Group Lau
- Best Album: Prodigal Son, Martin Simpson
- Best Original Song: Never any good, Martin Simpson
- Best Traditional Song: Cold Haily Rainy Night, The Imagined Village
- Musician of the Year: Andy Cutting
- Horizon Award: Rachel Unthank & The Winterset
- Best Live Act: Bellowhead
- Lifetime Achievement Award: John Martyn
- Good Tradition Award: Shirley Collins
- Folk Club Award: Dartford Folk Club

### 2009
- Folk Singer of the Year: Chris Wood
- Best Duo: Chris While and Julie Matthews
- Best Group: Lau
- Best Album: Trespasser by Chris Wood
- Best Original Song: All You Pretty Girls by Andy Partridge (performed by Jim Moray)
- Best Traditional Track: The Lark in the Morning by Jackie Oates
- Horizon Award: Jackie Oates
- Musician of the Year: Tom McConville
- Best Live Act: The Demon Barbers
- Lifetime Achievement Award: James Taylor
- Lifetime Achievement Award: Judy Collins
- Folk Club Award: Black Swan Folk Club, York

### 2010
- Folk Singer of the Year: Jon Boden
- Best Duo: Show of Hands
- Best Group: Lau
- Best Album: Hill of Thieves, Cara Dillon
- Best Original Song: Arrogance Ignorance and Greed, Steve Knightley (gespielt von Show of Hands)
- Best Traditional Track: Sir Patrick Spens, Martin Simpson
- Horizon Award: Sam Carter
- Musician of the Year: John Kirkpatrick
- Lifetime Achievement Award: Nanci Griffith und Dick Gaughan
- Good Tradition Award: The Transatlantic Sessions
- Folk Club of the Year: The Magpies Nest
- Best Live Act: Bellowhead

### 2011
Die Veranstaltung fand am 7. Februar 2011 in The Brewery, London statt.
- Folk Singer of the Year: Chris Wood
- Best Duo: Nancy Kerr & James Fagan
- Best Group: Bellowhead
- Best Album: Gift by Eliza Carthy & Norma Waterson
- Best Original Song: Hollow Point, Chris Wood
- Best Traditional Track: Poor Wayfaring Stranger, Eliza Carthy & Norma Waterson
- Horizon Award: Ewan McLennan
- Musician of the Year: Andy Cutting
- Lifetime Achievement Award: Donovan
- Good Tradition Award: Fisherman’s Friends
- Roots Award: The Levellers
- Best Live Act: Bellowhead
- Young Folk Award: Moore, Moss and Rutter

### 2012
Die Veranstaltung fand am 8. Februar 2012 in The Lowry, Salford statt und damit das erste Mal außerhalb Londons.
- Folk Singer of the Year: June Tabor
- Best Duo: Tim Edey & Brendan Power
- Best Group: June Tabor & Oysterband
- Best Album: Ragged Kingdom by June Tabor & Oysterband
- Best Original Song: The Herring Girl, Bella Hardy und The Reckoning, Steve Tilston
- Best Traditional Track: Bonny Bunch of Roses, June Tabor & Oysterband
- Horizon Award: Lucy Ward
- Musician of the Year: Tim Edey
- Lifetime Achievement Award: The Dubliners
- Lifetime Achievement Award: Don McLean
- Good Tradition Award: Ian Campbell
- Good Tradition Award: Bill Leader
- Roots Award: Malcolm Taylor
- Best Live Act: The Home Service
- BBC Radio 2 Young Folk Award: Ioscaid

### 2013
Die Veranstaltung fand am 29. Januar 2013 in der Glasgow Royal Concert Hall statt. Es war die erste Veranstaltung, die in Schottland durchgeführt wurde.
- Folk singer of the year: Nic Jones
- Best Duo: Kathryn Roberts und Sean Lakeman
- Best Group: Lau
- Best Album: Broadside, Bellowhead
- Horizon Award: Blair Dunlop
- Musician of the year: Kathryn Tickell
- Young Folk Award: Greg Russell und Ciaran Algar
- Best Original Song: Hatchlings, Emily Portman
- Best Traditional Track: Lord Douglas, Jim Moray
- Lifetime achievement award: Aly Bain und Roy Harper
- Lifetime achievement award for contribution to songwriting: Dougie Maclean
- Roots Award: Billy Bragg

### 2014
Die Veranstaltung fand am 19. Februar 2014 in der Royal Albert Hall, London statt.
- Folk Singer of the Year: Bella Hardy
- Best Duo: Phillip Henry & Hannah Martin
- Best Group: The Full English
- Best Album: The Full English – The Full English
- Horizon Award: Greg Russell and Ciaran Algar
- Musician of the Year: Aidan O’Rourke
- Young Folk Award: The Mischa Macpherson Trio
- Best Original Song: Two Ravens – Lisa Knapp
- Best Traditional Track: Willie of Winsbury – Anaïs Mitchell and Jefferson Hamer
- Lifetime Achievement Awards: Clannad and Martin Carthy
- Good Tradition Award: Cambridge Folk Festival
- Hall of Fame: Cecil Sharp

### 2015

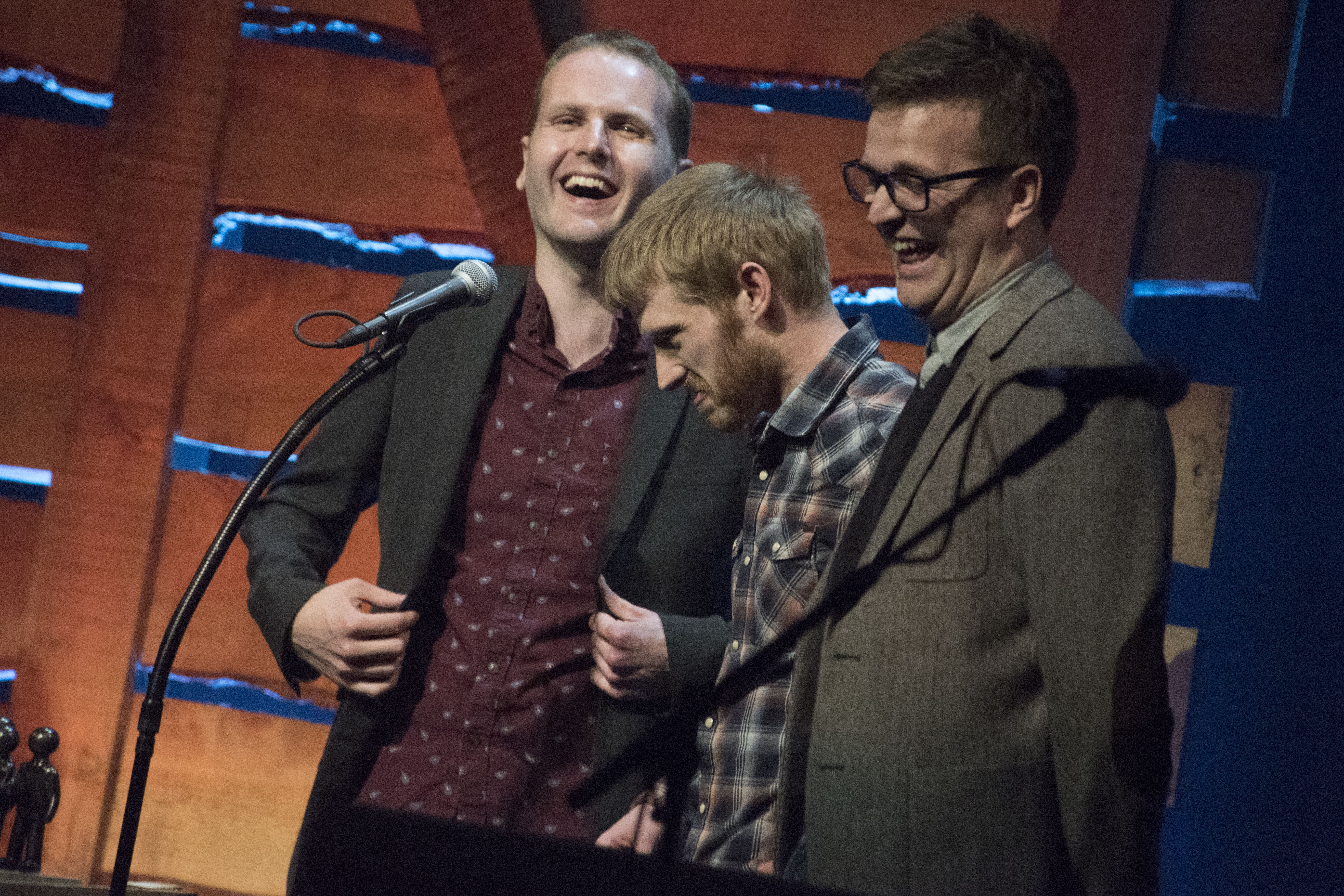
2015 Best group: The Young'Uns

Die Verleihung fand am 22. April 2015 im Millennium Centre in Cardiff statt. Es war die erste Veranstaltung in Wales.
- Folk Singer of the Year: Nancy Kerr
- Best Duo: Josienne Clarke & Ben Walker
- Best Group: The Young'uns
- Best Album: Tincian – 9Bach
- Horizon Award: The Rails
- Musician of the Year: Sam Sweeney
- Young Folk Award: Talisk
- Best Original Song: Swim to the Star – Peggy Seeger/Calum MacColl
- Best Traditional Track: Samhradh Samhradh – The Gloaming
- Lifetime Achievement Awards: Yusuf Islam/Cat Stevens and Loudon Wainwright III
- Good Tradition Award: Meredydd Evans
- Hall of Fame: Ewan MacColl

### 2016

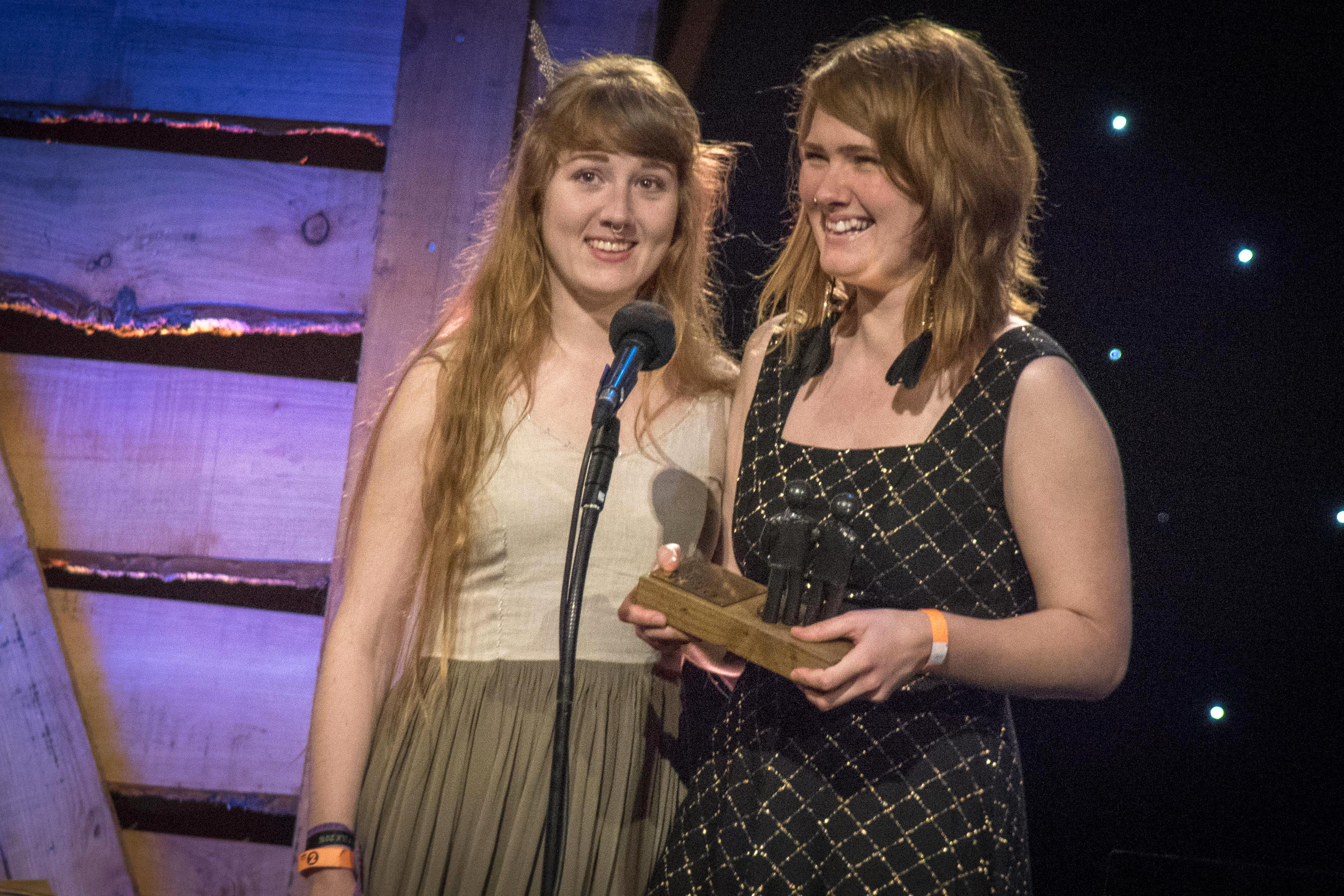
2016 Best original track: The Rheingans Sisters

Die Veranstaltung fand am 27. April 2016 zum zweiten Mal in der Royal Albert Hall, London statt. Mit der US-amerikanischen Sängerin Rhiannon Giddens wurde erstmals eine Nicht-Britin zum Folksinger of the Year.
- Folk Singer of the Year: Rhiannon Giddens
- Best Duo: Kathryn Roberts and Sean Lakeman
- Best Group: The Young'uns
- Best Album: Mount the Air – The Unthanks
- Horizon Award: Sam Kelly
- Musician of the Year: Andy Cutting
- Young Folk Award: Brìghde Chaimbeul

- Best Original Song: Mackerel – The Rheingans Sisters

- Best Traditional Track: Lovely Molly – Sam Lee
- Lifetime Achievement Awards: Joan Armatrading and Norma Waterson
- Good Tradition Award: John McCusker
- Hall of Fame: Sandy Denny

### 2017
Zum dritten Mal fand die Veranstaltung in der Royal Albert Hall in London statt.
- Folk Singer of the Year: Kris Drever
- Best Duo: Ross Ainslie & Ali Hutton
- Best Group: The Furrow Collective
- Best Album: Songs of Separation – Songs of Separation
- Horizon Award: Daoirí Farrell
- Musician of the Year: Rachel Newton
- Young Folk Award: Josie Duncan & Pablo Lafuente
- Best Original Song: If Wishes Were Horses – Kris Drever
- Best Traditional Track: Van Diemen’s Land – Daoirí Farrell
- Lifetime Achievement Awards: Al Stewart and Ry Cooder
- Hall of Fame: Woody Guthrie

### 2018
Die Veranstaltung fand in der Belfast Waterfront in Belfast statt. Damit wurden die Preise erstmals in Nordirland vergeben.
- Folk Singer of the Year: Karine Polwart
- Best Duo: Chris Stout & Catriona McKay
- Best Group: Lankum
- Best Album: Strangers – The Young'uns
- Horizon Award: Ímar
- Musician of the Year: Mohsen Amini
- Young Folk Award: Mera Royle
- Best Original Song: The Granite Gaze – Lankum
- Best Traditional Track: Banks of Newfoundland – Siobhan Miller
- Lifetime Achievement Award: Dónal Lunny
- Hall of Fame: Nick Drake
- Good Tradition: Armagh Pipers Club, Armagh City

### 2019
Der Veranstaltungsort war die Bridgewater Hall in Manchester, Moderator Mark Radcliffe erhielt außerdem während der Veranstaltung den Folk Award für seine 40-jährige Karriere im Radio.
- Folk Singer of the Year: Ríoghnach Connolly
- Best Duo / Group: Catrin Finch & Seckou Keita
- Horizon Award: Brìghde Chaimbeul
- Best Traditional Track: The Foggy Dew – Ye Vagabonds
- Best Original Track: I Burn but I Am Not Consumed – Karine Polwart
- Best Album: Hide and Hair – The Trials of Cato
- Musician of the Year: Seckou Keita
- Young Folk Award: Maddie Morris
- Lifetime Achievement Awards: Dervish and Wizz Jones
- Hall of Fame: Leonard Cohen

## Kompilation
Seit 2005 wurde zu jeder Veranstaltung eine Kompilation als Doppel- oder Dreifach-CD über das Label Proper Music veröffentlicht. Die Kompilation enthält Songs von allen Künstlern, die nominiert waren.